# Peseta de Guinée équatoriale
La peseta de Guinée équatoriale ou peseta équatoguinéenne ((es) peseta ecuatoguineana) est l'ancienne monnaie officielle de la Guinée équatoriale indépendante. Elle est remplacée en 1975 par l'ekwele.

## Émissions

### Pièces de monnaie
Quatre types de pièces ont été frappées à Madrid : 1 peseta en aluminium-bronze ; 5, 25 et 50 pesetas en cupronickel, cette dernière arborant le buste de Francisco Macías Nguema.

### Billets de banque
Trois billets ont été imprimés à la date du 12 octobre 1969 : 100, 500 et 1000 pesetas.